# تد
تِد (به انگلیسی: TED، مخفف Technology, Entertainment, Design) یک مجموعه همایش در سطح جهانی میباشد که توسط بنیاد Sapling که سازمانی غیرانتفاعی و خصوصی است با شعار «ایده‌های شایستهٔ گسترش»، برگزار می‌شود.
تد در فوریهٔ ۱۹۸۴ (اسفند ۱۳۶۲) به عنوان یک رویداد تکی پایه‌گذاری شد. مجموعه همایش سالیانه از ۱۹۹۰ شروع شد. تمرکز اولیهٔ تد روی تکنولوژی و طراحی با ریشه‌های سیلیکون ولی بود، اما از آن به بعد تمرکزش وسیع‌تر شده‌است تا سخنرانی‌هایی را از موضوعات علمی، فرهنگی و دانشگاهی زیادی شامل شود.
کنفرانس اصلی تد هر ساله در شهر ونکوور در ایالت بریتیش کلمبیا در کانادا و در مرکز همایش ونکوور برگزار می‌شود. کنفرانس دیگر تد، تداکتیو در شهر مجاور ویستلر برگزار می‌شود. تا قبل از سال ۲۰۱۴، این دو همایش به ترتیب در لانگ‌بیچ و پالم‌اسپرینگز در کالیفرنیا برگزار می‌شدند. رویدادهای تد هم‌چنین در سراسر آمریکای شمالی و اروپا و آسیا با پخش زندهٔ سخنرانی‌ها برگزار می‌شود. این سخنرانی‌ها یک طیف وسیع از موضوعات را از تحقیق و علم به صورت عملی و فرهنگ که عمدتاً به شیوهٔ داستان‌گویی بیان می‌شود، شامل می‌شود. به سخنرانان حداکثر ۱۸ دقیقه فرصت ارائهٔ ایده‌هایشان به خلاقانه‌ترین و جذاب‌ترین شیوه‌ای که می‌توانند، داده می‌شود. سخنرانان قبلی شامل بیل کلینتون، جین گودال، ال گور، گوردون براون، بیلی گراهام، ریچارد داوکینز، بیل گیتس، بونو، پایه‌گذاران گوگل لری پیج و سرگئی برین و بسیاری از برندگان جایزهٔ نوبل هستند. مسئول کنونی تد کریس اندرسون، بریتانیایی روزنامه‌نگار کامپیوتر و ناشر مجله سابق، است.
از ژوئن سال ۲۰۰۶، پیشنهاد شد که سخنرانی‌ها به صورت رایگان از طریق وبگاه TED.com و تحت مجوز BY-NC-ND کرییتیو کامانز پخش شود. از مارس ۲۰۱۶، بیش از ۲۴۰۰ سخنرانی از طریق همین وبسایت قابل مشاهده و دسترسی است. در ژوئن ۲۰۱۱، تصاویر ترکیبی از سخنرانی‌ها بیش از ۵۰۰ میلیون بار مشاهده شده بود و قبل از نوامبر ۲۰۱۲، سخنرانی‌های تد در سراسر جهان بیش از یک میلیارد بار بازدید شده بودند. البته همه سخنرانی‌ها به یک اندازه محبوب و شناخته شده نیستند؛ با این وجود، سخنرانی‌هایی که توسط اعضا انجمن‌های علمی یا فرهنگستان‌های ادبی صورت می‌گرفتند، بیشتر از میانگین و سخنرانی‌های مرتبط با هنر و صنعت و طراحی کم‌تر از میانگین به صورت آنلاین مشاهده می‌شوند.و از مه سال ۲۰۱۵ پیشنهاد شد که سخنرانی‌های تد به صورت رایگان در اپلیکیشن‌ها موبایل قرار داده شوند، در سال‌های اخیر سیستم عاملهای اندروید و iOS به خوبی از این پیشنهاد استقبال کرده و از سال ۲۰۱۶ به صورت رسمی وارد لیست برنامه‌های پرکاربرد اندروید و iOS شده‌است.

## تاریخچه
تد در سال ۱۹۸۴ به وسیله معمار و طراح گرافیک Richard Saul Wurman، کسی که همگرایی رشته‌های مختلفی از تکنولوژی، سرگرمی و طراحی (که همان TED است) را مشاهده می‌کرد ایجاد شد. کنفرانس اول، توسط Harry Marks و Wurman در همان سال، به همراه دموی برجسته‌ای از لوح فشرده سونی، و یکی از اولین نمایش‌هایی از کامپیوتر مکینتاش اپل سازمان دهی شد. اولین ارائه دهنده Funky Duck بود. ارائه توسط ریاضی‌دان مشهور بنوا مندلبرو و اعضای بانفوذی از جامعهٔ digerati، مانند Nicholas Negroponte و Stewart Brand انجام شد. این رویداد از نظر اقتصادی ناموفق بود. شش سال طول کشید تا دومین کنفرانس برنامه‌ریزی شود.
از سال ۱۹۹۰ به بعد، جامعهٔ رو به رشد "TEDsters" سالانه در این رویداد در مونته‌ری، کالیفرنیا جمع می‌شدند، تا در سال ۲۰۰۹ با توجه به افزایش قابل توجه شرکت کنندگان، به لانگ بیچ، کالیفرنیا نقل مکان کرد. در ابتدا سخنرانان از زمینه‌های تخصصی که مخفف آن کلمه TED بود انتخاب می‌شدند، اما در دههٔ ۹۰، فهرستی مجریان را به دانشمندان، فیلسوفان، نوازندگان، رهبران مذهبی، بشر دوستان و… توسعه داد.
در سال ۲۰۰۰، Wurman در سن ۶۵ سالگی به دنبال جانشین، با کارآفرین جدید رسانه و علاقه‌مند به تد، کریس اندرسون ملاقات کرد تا در مورد اتفاقات آینده بحث کنند. کمپانی انگلیسی رسانه آینده اندرسون، تد را خرید و در نوامبر سال ۲۰۰۱، مؤسسهٔ نوپای غیرانتفاعی اندرسون ،(شعار: رواج دهندهٔ گسترش ایده‌های خوب)، £4m در تد کسب کرد. در فوریه سال ۲۰۰۲، اندرسون یک سخنرانی تد ارائه داد که در آن چشم‌انداز خود را از کنفرانس و نقش خود به عنوان سرپرست را توضیح داد. Wurman بعد از کنفرانس سال ۲۰۰۲ آن را ترک کرد.
در سال ۲۰۰۶، هزینه حضور برای هر نفر ۴۴۰۰ دلار همراه با دعوت بود. در ژانویه ۲۰۰۷، مدل عضویت به حق عضویت سالانه ۶۰۰۰ دلار تغییر کرد، که شامل حضور در کنفرانس، باشگاه نامه‌های پستی، شبکه، ابزار و دی‌وی‌دی‌های کنفرانس می‌شد.
در سال ۲۰۱۴، کنفرانس به ونکوور جابه‌جا شد.
TED در حال حاضر توسط ترکیبی از جریان‌های مختلف درآمدی، از جمله هزینه‌های حضور در کنفرانس، حمایت مالی شرکت‌های بزرگ، بنیاد پشتیبانی، هزینه صدور مجوز و فروش کتاب‌ها تأمین بودجه می‌شود. حمایت مالی شرکت‌های بزرگ، متنوع هستند، که توسط کمپانی‌هایی مانند: گوگل، جنرال الکتریک، ای‌اوال، گلدمن ساکس، شرکت کوکاکولا، در میان بقیه، تأمین شده‌است. اسپانسرها نه تنها در ادارهٔ خلاقیت رویداد شرکت نمی‌کنند بلکه به آن‌ها اجازهٔ ارائه روی صحنهٔ اصلی نیز داده نمی‌شود.
کارکنان تد در دفتر مرکزی در نیویورک و ونکوور، متشکل از حدود ۱۴۰ نفر می‌شوند.

## جریان‌های درآمدی تد
اگرچه انگیزهٔ اصلی ایجاد سازمان تد به گفتهٔ مؤسسینش درآمدزایی نبوده، اما این سازمان درآمدزاترین مجموعه کنفرانس‌های جهان را دارد. بر اساس وب‌سایت رسمی خود این سازمان، تد از روش‌های فروش بلیت‌های کنفرانس‌هایش، اسپانسرشیپ، لایسنس رسانه‌ای و فروش کتاب درآمدزایی می‌کند. از طرفی ارزش برند تد به عنوان یک رسانه، با ارزش برندهای بسیار بزرگی چون اپل مقایسه می‌شود اما دقیق آن نا مشخص است. درآمد تد در سال ۲۰۱۵، ۶۶٫۲ میلیون دلار بوده‌است که این عدد هم‌اکنون به سالانه حدود ۸۰ میلیون دلار رسیده‌است.
درآمدزایی برای تد مهم است و به عنوان یک سازمان که اصل فعالیتش برگزاری رویدادهای با کیفیت است، یکی از گرانباترین بلیت‌ها را در بین کنفرانس‌های مشابه خود عرضه می‌کند. با یک بررسی ساده می‌توان دید بهای شرکت در یک کنفرانس ۴ روزهٔ تد در شهر ونکوور عددی بین ۵ تا۲۵۰ هزار دلار به ازای هر بلیت می‌باشد.
اسپانسرشیپ رویدادهای تد، توسط سازمان‌هایی صورت می‌پذیرد که می‌خواهند برند خود را با برند تد گره بزنند. شرکت مشاوره مدیریت بی‌سی‌جی، برند جواهرات کارتیه، استارتاپ دراپ‌باکس، هتل‌های ماریوت و خودروی لکسوس برخی از اسپانسرهای تد بوده‌اند. اگرچه عدد دقیق هر اسپانسرشیپ مشخص نیست، اما می‌توان عددی چند میلیون دلاری برای هر اسپانسرشیپ تخمین زد.
حق امتیاز یا کپی‌رایت، یکی دیگر از درآمدهای تد است. محتوای ویدیویی همهٔ کنفرانس‌های تد از جمله تداکس‌ها از نظر کپی‌رایتی متعلق به تد است. سخنرانی‌های تد از طریق شبکه‌های تلویزیونی در سراسر جهان، اپل تی‌وی، اندروید باکس، اپلیکیشن‌های تد، کانال یوتوب و ده‌ها روش دیگر در اختیار مخاطب قرار می‌گیرد و تد بابت این به اشتراک‌گذاری محتوای ارزشمندش، از این شبکه‌ها درآمدزایی می‌کند. بر اساس تحلیل نت‌ورث، رآمد تد تنها از طریق کانالش در یوتوب به عدد ۶۵۰ هزار دلار در سال می‌رسد و ارزش کانالش در این شبکهٔ اجتماعی معادل ۲٫۶ میلیون دلار است.
پروژهٔ پر سود دیگر تد، انتشارات آن است. جایی که پس از هر سخنرانی، یک کتاب که توسط آن سخنران و در مورد موضوع آن سخنرانی‌ست به مخاطب پیشنهاد می‌شود. کتاب‌های تد از سال ۲۰۱۴ چاپ می‌شوند و تا کنون کیلیون‌ها نسخه از آنها به فروش رسیده‌اند.
تد همواره در حال پیدا کردن راه‌های جدید برای خلق ارزش و در نتیچه درآمدزایی‌ست. از روش‌های خلاقانه اخیر می‌توان به عضویت پریمیوم در وب‌سایت تد اشاره کرد که اشتراک سالانهٔ آن ۵۰ دلار است و میلیون‌ها عضو دارد. همچنین پروژهٔ تد برای شرکت‌های تجاری که در ازای دادن لایسنس برگزاری تداکس در یک شرکت عدد بین ۵ تا ۱۰ هزار دلار آن شرکت را شارژ می‌کند. لیست کامل خدمات تد را می‌توان در این قسمت ا وب‌سایت این سازمان مشاهده کرد.

## TEDGlobal
در سال ۲۰۰۵ میلادی، یک کنفرانس بین‌المللی تحت نظر اندرسون با نام TEDGlobal به وجود آمد. این همایش در کشورهای مختلفی برگزار شد که به ترتیب زمانی عبارتند از: در آکسفورد بریتانیا (۲۰۰۵)، آروشا، تانزانیا (۲۰۰۷، با عنوان TEDAfrica)، مجدداً در آکسفورد، بریتانیا (۲۰۰۹ و ۲۰۱۰)، در ادینبورو، اسکاتلند (۲۰۱۱، ۲۰۱۲ و ۲۰۱۳) و در سال ۲۰۱۴ در ریو دو ژانیرو، برزیل برگزار گردید. در سال ۲۰۰۹ این همایش در میسور هند نیز برگزار شد.
مدیر بخش اروپایی TED و متصدی TEDGlobal، آقای برونو گیوسانی، متولد سوییس است.

## جایزهٔ تد
اولین بار جایزه تد در سال ۲۰۰۵ معرفی شد. تا سال ۲۰۱۰ تد سالانه به سه نفر ۱۰۰۰۰۰ دلار و یک «آرزو برای تغییر جهان» را اهدا می‌کرد که هر برنده آن را در کنفرانس سالانه اصلی بیان می‌کند. از سال ۲۰۱۰ طی یک پروسه انتخاب متفاوت تنها یک برنده انتخاب می‌شود که تد عزمش را برای رسیدن برنده به آن آرزو جزم می‌کند. در سال ۲۰۱۲ جایزه تد به جای یک فرد؛ به مفهوم مرتبط با پدیده جهانی افزایش شهرنشینی داده شد. در سال ۲۰۱۳ میزان جایزه به یک میلیون دلار افزایش پیدا کرد. در جدول ذیل فهرستی از برندگان تد را ملاحظه می‌کنید:
| ۲۰۰۵             | ۲۰۰۶             | ۲۰۰۷          | ۲۰۰۸           | ۲۰۰۹               | ۲۰۱۰       | ۲۰۱۱ | ۲۰۱۲     | ۲۰۱۳         | ۲۰۱۴           | ۲۰۱۵       | ۲۰۱۶         |
| ---------------- | ---------------- | ------------- | -------------- | ------------------ | ---------- | ---- | -------- | ------------ | -------------- | ---------- | ------------ |
| بونو             | Larry Brilliant  | بیل کلینتون   | Neil Turok     | Sylvia Earle       | جیمی الیور | JR   | City 2.0 | Sugata Mitra | Charmian Gooch | David Isay | Sarah Parcak |
| Edward Burtynsky | چیهان نجیم       | جیمز نچوی     | دیو اگرز       | Jill Tarter        | جیمی الیور | JR   | City 2.0 | Sugata Mitra | Charmian Gooch | David Isay | Sarah Parcak |
| رابرت فیشل       | Cameron Sinclair | ادوارد ویلسون | کارن آرمسترانگ | خوزه آنتونیو آبرئو | جیمی الیور | JR   | City 2.0 | Sugata Mitra | Charmian Gooch | David Isay | Sarah Parcak |

تد همراه با جایزه تندیسی به هر کدام از برندگان اهدا می‌کند که شامل یک گوی آلومینیومی با قطر هشت اینچ می‌شود که به‌طور مغناطیسی روی دیسکی از چوب گردو معلق است. طراحی این تندیس به سفارش تد توسط هنرمند نیویورکی، تام شانون، انجام شده‌است.

## TED.com
در سال ۲۰۰۵، کریس اندرسون، جون کوهن را برای مدیریت رسانه تد استخدام کرد. کوهن ایده خود را مبنی بر پخش تلویزیونی سخنرانی‌های تد، به شبکه‌های تلویزیونی ارائه کرد ولی درخواست او را نپذیرفتند. بعد از این، در ماه جون سال ۲۰۰۶، فیلم‌هایی از گزیده‌ای از رویدادهای تد که بیشترین شرکت‌کننده را داشتند، با مجوز کرییتیو کامنز در سایت تد، یوتیوب و آی‌تیونز قرار گرفت. در ابتدا تعداد انگشت‌شماری از ویدئوها منتشر شدند تا تعداد بیننده آن‌ها بررسی شود. در ژانویه سال بعد، تعداد ویدئوها به ۴۴ تا افزایش یافت که بیش از ۳ میلیون بار دیده شده بودند. بر اساس این موفقیت، این سازمان صدها هزار دلار برای گسترش سایت و ساخت ۱۰۰ ویدیوی سخنرانی سرمایه‌گذاری کرد.
در آوریل ۲۰۰۷، سایت جدید تد (TED.com) راه اندازی شد و با طراحی شرکت گسترش یافت. در سال‌های بعد جایزه‌های زیادی به این وبسایت اهدا شد. از جمله آن‌ها، ۷ جایزه وِبی (Webby Awards)، جایزه بهترین پادکست سال آی‌تیونز (۲۰۰۶–۲۰۱۰)، جایزه Communication Arts Interactive برای بهترین طراحی اطلاعات در سال ۲۰۰۷، جایزه OMMA برای به اشتراک‌گذاری ویدئو در ۲۰۰۸، Web Visionary برای بهترین دستاورد فنی در ۲۰۰۸، جایزه برنز The One Show Interactive در سال ۲۰۰۸، رقابت سالیانه طراحی AIGA (در سال ۲۰۰۹) و جایزه Peabody در سال ۲۰۱۲، هستند.
تا ماه ژوئن ۲۰۱۵ بالغ بر۲۰۰۰ سخنرانی در سایت قرار داده شده بود. هر هفته ۵–۷ سخنرانی از تد منتشر می‌شود. تا ژانویه ۲۰۰۹ ویدئوهای موجود در سایت ۵۰ میلیون بار مورد مشاهده قرار گرفتند. در ژوئن ۲۰۱۱ تعداد مشاهده‌ها به ۵۰۰ میلیون رسید و در روز ۱۳ نوامبر ۲۰۱۲ تد به آمار ۱ میلیارد بازدید از ویدئوها دست یافت.
کریس اندرسن در یک مصاحبه در ماه مارس ۲۰۱۲ ابراز کرد که:

 تا چندی قبل فقط حدود ۸۰۰ نفر سالی یکبار دور هم جمع می‌شدند و امروز حدود ۱ میلیون نفر در روز به صورت آنلاین سخنرانی‌های تد را نگاه می‌کنند. زمانی که ما برای اولین به صورت آزمایشی تعدادی از سخنرانی‌ها را در سایت قرار دادیم، چنان واکنش پرشوری را ازجانب مخاطبان دریافت کردیم که تصمیم گرفتیم رویه سازمان را به‌طور کلی تغییر داده و به جای تأکید بر کنفرانس‌ها، بر شعار  ایده‌هایی که ارزش گسترش دارند  متمرکز شده و یک وبسایت بزرگ برای این منظور بسازیم. کنفرانسها همچنان هسته وموتور اصلی سازمان را تشکیل می‌دهند اما وبسایت مانند یک تقویت‌کننده ایده‌ها را در تمامی دنیا نشر و گسترش می‌دهد. 

در ماه مارس ۲۰۱۲، Netflix اعلام کرد که قراردادی را برای پخش زندهٔ یک سری اولیه ۱۶ تایی از سخنرانی‌های ۲ ساعته منعقد کرده‌است که در آن سخنرانی‌هایی با موضوع یکسان توسط سخنرانان مختلف پوشش داده شده‌است.
این برنامه برای مخاطبان در آمریکا، کانادا، کشورهای آمریکای لاتین، انگلستان و ایرلند قابل دسترسی خواهد بود.
با مجری گری و میزبانی جِیمی فلوید در ۲۱ مارس ۲۰۱۲، برنامه TED Talks NYC در شبکه Nyc life شروع به کار کرد.

## پروژهٔ ترجمه آزاد تد (OTP)
پروژه ترجمه آزاد تد در ماه مه سال ۲۰۰۹ آغاز شد. هدف این پروژه به گفته کریس اندرسون، مدیر TED، این بود که ۵/۴ میلیارد نفر از جهانیان که به زبان انگلیسی صحبت نمی‌کنند نیز بتوانند به سخنرانی‌های تد دسترسی داشته باشند. پروژه ترجمه آزاد تد از برنامه‌هایی بهره می‌برد که مردم می‌توانند با استفاده از آن، زیرنویس یا متن سخنرانی‌های تد یا ویدیوهایی که تحت عنوان تدکس (TEDx) برگزار شده‌است را ترجمه کنند (که تا ماه مه ۲۰۱۲ با همکاری dotSUB انجام می‌شد و در حال حاضر با استفاده از ابزار ترجمه متن‌باز آمارا انجام می‌شود). در زمان اجرا، ۳۰۰ ترجمه توسط ۲۰۰ آوانویس داوطلب به ۴۰ زبان انجام شده بود. در ماه مه ۲۰۱۵ بیش از ۷۰۰۰۰ مجموعه زیرنویس به ۱۰۷ زبان دنیا توسط ۳۸۱۷۳ مترجم داوطلب ترجمه شده بود.
این پروژه در افزایش چشمگیر بازدیدکننده‌های بین‌المللی تارنمای تد نقش ویژه‌ای داشت و بازدیدهای آن از خارج از ایالات متحده را ۳۵۰ درصد افزایش داد. افزایش بازدیدهای آسیا ۶۰۰ درصد و افزایش بازدیدهای آمریکای جنوبی بیش از ۱۰۰۰ درصد بوده‌است.
اعضای تارنمای تد ابزار متعددی برای مدیریت دانش در اختیار دارند، از جمله OPT Wiki OTPedia، گروه‌های فیس بوک، یا برنامه‌های آموزشی ویدیو.

## تدکس (TEDx)

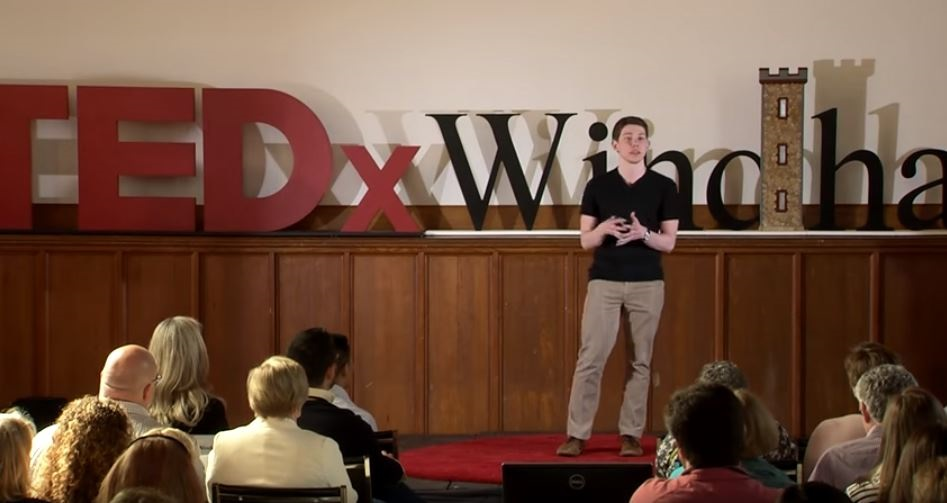
یک سخنرانی تدکس در ویندهام، نیوهمپشایر در می ۲۰۱۵.

تدکس رویدادی شبیه تد است که هرکسی می‌تواند آن را برگزار کند، به شرطی که مجوز آزاد برگزاری آن را از تد بگیرد و به اصول مربوط به آن پایبند باشد. رویدادهای تدکس غیرانتفاعی است، اما می‌تواند هزینه‌های برگزاری را از اسپانسرها یا با تعیین وجه برای شرکت کنندگان تأمین نماید. سخنرانانی که در تدکس حاضر می‌شوند نیز پولی دریافت نمی‌کنند. آن‌ها همچنین باید از کپی رایت مطالبی که در سخنرانی خود مطرح می‌کنند بگذرند. تد می‌تواند این مطالب را ویرایش کرده و آن‌ها را تحت مجوز کرییتیو کامانز منتشر نماید.
تا ژانویه سال ۲۰۱۴، مجموعه سخنرانی‌های تدکس شامل ۳۰۰۰۰ فیلم و ارائه از بیش از ۱۳۰ کشور بود. در مارس ۲۰۱۳، هر روز هشت رویداد تدکس سازماندهی می‌شد. این تعداد در ژوئن ۲۰۱۲، یعنی یک سال پیش از آن، پنج مورد بود که در ۱۳۳ کشور برگزار شد. ارائه‌های تدکس دربردارنده اجراهای زنده نیز هست، که تحت عنوان پروژه موسیقی تدکس معرفی می‌شود.
در سال ۲۰۱۱، تد برنامه‌ای را با عنوان «تدکس در یک جعبه» (TEDx in a Box) آغاز کرد که به کشورهای در حال توسعه امکان برگزاری رویدادهای تدکس را می‌داد. تدکس رویدادهای تدکس جوانان، تدکس شرکت‌ها و تدکس بانوان را هم دربر گرفت.
در سال ۲۰۱۴، دانشگاه تدکس سان کارلوس، اولین تد مستقل در منطقه ویزایاس فیلیپین، رکورد برگزاری پنج رویداد تدکس در فاصله شش ماه را به نام خود زد. طبق اعلام تدکس سانتا کروز، تا سال ۲۰۱۵ بیش از ۱۵۰۰ رویداد تدکس در سرتاسر جهان برنامه‌ریزی شده‌است.

### تدکس جوانان
تدکس جوانان برنامه‌هایی مستقل است که برای دانش آموزان مقطع ۷ تا ۱۲ برگزار می‌شود. معمولاً در این رویدادها معمولاً افرادی شرکت می‌کنند که به سن دانش آموزان نزدیکترند. گاهی نیز سخنرانی‌های تد در آن‌ها پخش می‌شود.
بعضی از این رویدادها عبارتند از:
- TEDxYouth@Austin تدکس جوانان آستین
- TEDxYouth@Barcelona تدکس جوانان بارسلونا
- TEDxYouth@Brabantlaan تدکس جوانان باربانتلان
- TEDxYouth@ColumbiaSC تدکس جوانان کلمبیا اس سی
- TEDxYouth@Caltech تدکس جوانان کلاتک
- TEDxJIS (Jakarta) تدکس جوانان جاکارتا
- TEDxYouth@SaratogaSprings (NY) تدکس جوانان ساراتوگا اسپرینگز
- TEDxYouth@TheBeltline (Atlanta) تدکس جوانان بلت لاین (آتلانتا)
- TEDxYouth@Suzhou تدکس جوانان سوژو
- TEDxYouth@DienBienPhuSt تدکس جوانان خیابان داین بین
- TEDxYouth@PokrovkaSt (Moscow) تدکس جوانان خیابان پوکروفکا (مسکو)
- TEDxYouth@ISB (Bangkok) تدکس جوانان آی اس بی (بانکوک)

## تدکس در ایران

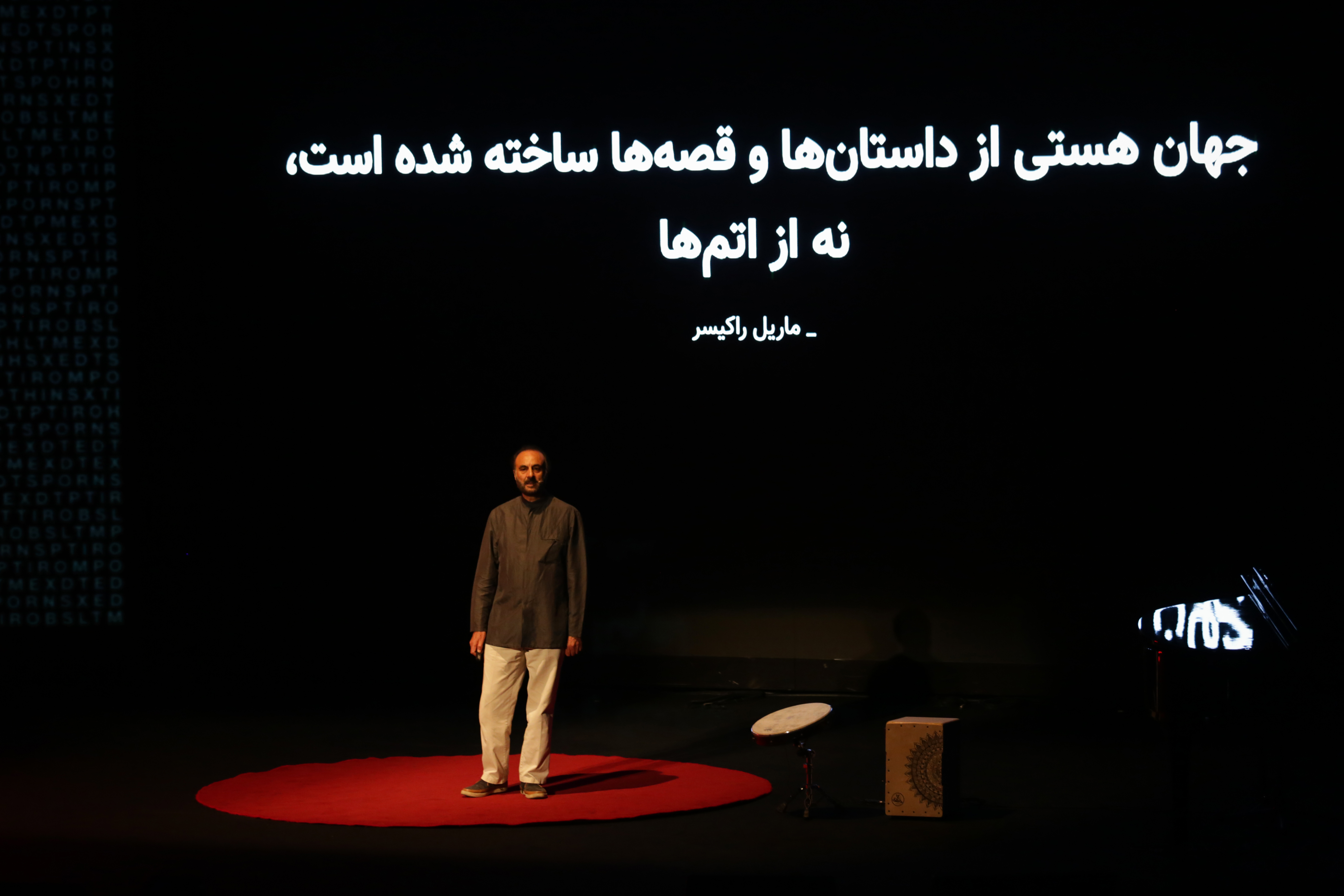
محمد جعفر امیرمحلاتی: هزینه‌های نجومی نادوستی در تداکس تهران

اولین تدکس ایران در ۲۵ بهمن سال ۱۳۹۱ در تهران با عنوان TEDxTehran برگزار شد. به جز این مراسم، ۲۲ مراسم دیگر در شهرهای زنجان، مشهد، قزوین، و کیش و در دانشگاه‌های صنعتی شریف، علوم‌پزشکی تهران، علوم‌پزشکی بندرعباس، تهران، هنر تهران، فردوسی مشهد و صنعتی امیرکبیر برگزار شده‌است. همچنین ۱۰ رویداد دیگر در اراک، اصفهان، مشهد، دانشگاه شیراز، ساری، دانشگاه علوم‌پزشکی شیراز، دانشگاه لرستان ، شیراز و دانشگاه علوم‌پزشکی شهیدبهشتی برگزار خواهد شد.
تدکس‌های ایران مانند تدکس‌های جهان توسط برگزارکننده‌های متفاوتی اجرا می‌شوند که از همدیگر مستقل هستند و همه از تد مجوز می‌گیرند. رضا غیابی برگزارکنندهٔ تداکس تهران در سال ۹۲ در مصاحبه با تجارت فردا در این باره گفت: «تداکس‌هایی هستند که تعداد اعضایشان از پنج هزار نفر تجاوز می‌کند و تد اکس‌هایی هم هستند که صد نفره یا کمترند. که کسانی که برای تد اکس کار می‌کنند کارمندان تد نیستند و کنفرانس‌شان هم کنفرانس تد نیست. کنفرانس‌شان تحت لیسانس تد است که بومی شده‌است.»

## همراهان تد
افراد و همراهان تد در اولین کنفرانس TEDAfrica در آروشا، تانزانیا شناخته شدند. ۱۰۰ فرد جوان از سرتاسر قاره انتخاب شده بودند. ۲ سال بعد در TEDIndia تعداد ۹۹ نفر که البته بیشتر آن‌ها از آسیای جنوبی بودند نام‌نویسی کردند. در سال ۲۰۰۹ برنامه‌ها در شکل و قالب امروزی آغاز شد. برای هر کنفرانس تد یا تد گلوبال، ۲۰ نفر از بین بیش از ۱۲۰۰ نفر متقاضی انتخاب می‌شوند؛ یعنی ۴۰ نفر در سال. هر سال از ۴۰ نفر انتخاب شده در سال قبل ۱۵ نفر برای شرکت کردن در برنامه دوسالانه انتخاب می‌شوند. از این رو هر سال ۴۰ فرد جدید علاوه بر ۳۰ فرد ارشد از دو سال قبل وجود دارد.
پذیرفته شدن به عنوان افراد و همراهان تیم تد بر اساس گواهی نامه آکادمیک نیست بلکه بیشتر بر اساس کارهای گذشته، حال و برنامه‌های آینده است. گذشته از این جدا از هزینه و مسئولیتی که شرکت کردن در کنفرانس‌ها به همراه دارد هر فرد در برگزاری برنامه خاصی همکاری می‌کند که در ارتباط با موضوع مورد بحث سخنران تخصص داشته باشد از این رو او می‌تواند در بخش «TED Fellows» و «TED university» در روز قبل از شروع کنفرانس صحبتی کوتاه داشته باشد. بعضی از این صحبت‌ها متعاقباً در سایت TED.com منتشر می‌شوند. افراد برتر از امتیازات بیشتری برخوردارند. همچنین مسئولیت‌های بیشتری از جمله برگزاری رویدادهای TEDx برای جمعیت بالای ۵۰ نفر دارند.
در فوریه سال ۲۰۱۳ سرآشپز ادی هانگ از عضویت تیم افراد تد به دلیل عدم رعایت قوانین همکاری در کنفرانس‌ها اخراج شد. ادی اولین کسی بود که از او خواستند تیم تد را ترک کند. تد در اظهارات خود گفت «به علت بی‌احترامی به دیگر افراد تیم، چاره‌ای جز اخراج وی از تیم همکاران نداشتیم».

## TEDMED
تدمِد، یک کنفرانس سالانه است که بر موضوعات سلامت و پزشکی تمرکز داشته، و یک رویداد مستقل می‌باشد که تحت نظر و جواز کنفرانس تد برگزار می‌گردد.
تدمد، اولین بار در سال ۱۹۹۸ توسط بنیان‌گذار تد، Ricky Wurman برگزار شد و پس از ده سال وقفه، Wurman مسئولیت آن را به Marc Hadosh واگذار کرد. اولین کنفرانس تدمد تحت مالکیت Hadosh، در اکتبر سال ۲۰۰۹ در سن دیگو برگزار شد. در ژانویه ۲۰۱۰، Ted.com ویدیوهایی را از تدمد در وبسایتش قرار داد.
دومین رویداد تدمد زیر نظر Hadosh، در سال ۲۰۱۰، در سن دیگو برگزار شد و ضمن استقبال بسیار گسترده، موفق به جذب بسیاری از مسئولان مدیریت و نظام سلامت و مشاهیر هالیوود گردید.
در سال ۲۰۱۱، Jay Walker و یک گروه از سرمایه‌گذاران، تدمد را به ارزش ۱۶ میلیون دلار و همچنین پرداخت مازاد ۹ میلیون دلار، از Hadosh خریداری کردند. پس از آن محل برپایی کنفرانس به واشینگتن تغییر یافت.

## برنامه‌های دیگر

### کتاب‌های تد
کتابهایی اصلی هستند. مانند مذاکرات، کتاب‌های تد به اندازه کافی برای کشف ایده قوی پرمحتوا هستند و در عین حال به اندازه‌ای کم حجم هستند که در یک مدت زمان کوتاه بتوان آن را خواند. این ابتکار مجدداً در سپتامبر ۲۰۱۴ با چاپ اولین کتاب راه اندازی شد.
در تیرماه سال ۱۳۹۴ کتاب «چگونه یک سخنرانی تد ارائه دهیم؟» به قلم جرمی دونوان و ترجمه دکتر زروان بختیار به چاپ رسید. این کتاب بر اساس پژوهش‌های بسیار دقیق بر ده‌ها سخنرانی تد نوشته شده‌است.

### باشگاه تد
یک طرح آموزشی براساس نگرشی است که جوانان (سنین ۸ تا ۱۸ سال) بدست آوردند این طرح به منظور تسهیم و به اشتراک‌گذاری ایده‌های آن‌ها با همسالانشان می‌باشد و موضوع خود را مانند ارائه‌هایی که در تد انجام می‌شود به دیگران معرفی کرده و آن‌ها را نسبت به موضوع خود علاقه‌مند می‌کنند.
تد برنامه‌های درسی و پشتیبانی محدودی برای باشگاه به صورت رایگان فراهم می‌کند.

### تد بانوان
کنفراسهایی با محوریت موضوع بانوان که شامل: امور زنان و بهداشت و باروری می‌باشد.

### تد سالن
رویدادهایی کوتاه مدت به همراه سخنرانان و مجریان می‌باشد.

## ویدیوهای تد در آموزش
از ویدیوهای تد استفاده آموزشی هم شده‌است. در ایران نخستین بار دانشگاه تهران از این منبع برای پیاده‌سازی کلاس معکوس استفاده کرده‌است.

## انتقادات
فرانک سواین ژورنالیست ناشنوایی است که از شرکت در رویداد تدکس بدون اینکه پولی به او پرداخت شود خودداری کرد. او گفت این کاملاً غیرقابل قبول است که تد، که قرار است یک سازمان غیرانتفاعی باشد، از شرکت‌کننده‌هایش ۶۰۰۰ دلار می‌گیرد اما نمی‌تواند به سخنران‌هایش پولی پرداخت کند.
سارا لیسی، روزنامه‌نگار یبزنس‌ویک و تک کرانچ، معتقد است تد پیرو نخبه سالاری است، چون از شرکت کنندگان حاضر در سالن ۶۰۰۰ دلار می‌گیرد، با شرکت‌کننده‌هایی که اهمیت کمتری دارند رفتار خوبی ندارد و زمانی که یکی از دوستانش یک شغل ظاهراً آبرومند را در سان فرانسیسکو رها کرد، دعوتش را برای سخنرانی در تد از او پس گرفت.
بین سخنران‌های تد و تیم اجرایی کنفرانس‌ها نیز اختلافاتی وجود داشته‌است. سارا سیلورمن کمدین در سخنرانی تد خود در سال ۲۰۱۰ به این موضوع اشاره کرد که یک کودک عقب مانده را به فرزندی پذیرفته‌است. مدیر تد، کریس اندرسون، در توییتر به این مسئله اعتراض کرد، که باعث شد یک مجادله توییتری بین آن‌ها سر بگیرد. کریس اندرسون گفته‌های خودش را دربارهٔ این موضوع روی اینترنت منتشر کرد.
در سال ۲۰۱۰، نسیم طالب که آماردان برجسته‌ای است، تد را هیولایی خواند که دانشمندان و متفکران را در حد شومن‌های سطح پایینی مثل سیرک-بازها پایین می‌آورد. او ادعا کرد مدیران تد در ابتدا سخنرانی او با عنوان «هشدار دربار بحران مالی» را صرفاً به دلایل مربوط به ظاهر و زیبایی روی تارنمای خود نگذاشتند.
نیک هاناور در دانشگاه تد سخنرانی کرد و این عقیده رایج را زیر سؤال برد که افراد پردرآمد در آمریکا موتور تولید شغل هستند. تد به دلیل قرار ندادن این سخنرانی روی تارنمای خود، به سانسور کردن محکوم شد. به گزارش نشریه نشنال، کریس اندرسون در پاسخ به این مسئله گفت این سخنرانی یکی از بحث برانگیزترین سخنرانی‌های تد از نظر سیاسی بود و باید دربارهٔ زمان بارگذاری آن دقت زیادی به خرج دهند. پاسخ رسمی اندرسون این بود که تد تنها روزی یک سخنرانی را بارگذاری می‌کند که از میان چندین سخنرانی انتخاب می‌شود. بروس آپین، از نویسندگان مجله فوربز، سخنرانی هاناور را «مبهم و به درد نخور» خواند، در حالی که مجله نیویورک این حرکت کنفرانس را محکوم کرد.
روپرت شلدریک در ژانویه ۲۰۱۳ در تدکس Whitechapel در شرق لندن سخنرانی‌ای در زمینه به چالش کشیدن پارادایم‌های موجود داشت که صرفاً خلاصه‌ای از اندیشه‌هایش در کتاب توهم دانش بود. آنطور که امیلی مک مأنوس، یکی از ویراستاران تد، در اوایل مارس ۲۰۱۳ مطرح کرد، این سخنرانی ظاهراً توسط پی‌زی مایرز و جری کوین به چالش کشیده شد و از تارنمای رسمی تد برداشته شد. در دوم آوریل سال ۲۰۱۳ الکس تساکیریس، تولیدکننده پادکست Skeptiko، مصاحبه‌ای را با شلدریک انجام داد و روز بعد در یوتیوب پخش کرد. در این مصاحبه، شلدریک ادعا می‌کند این تصمیم توسط بورد علمی تد گرفته شد که تد به دلیل امنیت شخصی آن‌ها نمی‌خواهد نام‌شان را فاش کند، درست برخلاف کاری که در داوری‌های علمی صورت می‌گیرد. در این داوری‌ها حتماً باید نام داور و ویراستار افشا شود تا امکان اعتباردهی وجود داشته باشد. شلدریک ادعا می‌کند که کریس اندرسون با او تماس گرفت، اما به شیوه‌ای متفاوت و عجیب که خودش آن را شریرانه می‌خواند.
به گفته بنجامین براتون، استاد دانشگاه کالیفرنیا در سان دیه گو، تلاش سخنرانی‌های تد در پیشبرد دانش در زمینه‌های اقتصادی-اجتماعی، علمی، فلسفه و فناوری مؤثر نبوده‌است. کریس اندرسون پاسخ می‌دهد بعضی از منتقدین دربارهٔ اهداف تد برداشت نادرستی دارند: هدف تد تزریق هیجان در مخاطب است، به همان صورتی که خود سخنران تجربه می‌کند. او می‌گوید تد تنها می‌خواهد اخبار مهم بعضی از موضوعات خاص را به گوش گروه بزرگی از مخاطبان برساند.